# Эдестин
Эдестин, также эдистин — это высокоусваиваемый гексамерный белок-легумин, являющийся запасным белком в семенах, с молекулярной массой 50 000. Является биологически активным белком (наиболее близок к глобулинам), а биологически активные белки хорошо метаболизируются и используются организмом человека для производства антител (иммуноглобулинов), гормонов, гемоглобина и ферментов. Хотя человеческий организм может производить глобулины из других белков, гораздо эффективнее для организма производить их из локально усваиваемых глобулярных белков.